# منتور (کانزاس)
منتور (به انگلیسی: Mentor) یک منطقهٔ مسکونی در ایالات متحده آمریکا است که در شهرستان سالین، کانزاس واقع شده‌است. منتور ۳۸۸٫۰۲ متر بالاتر از سطح دریا واقع شده‌است.